# Castellini
Castellini S.p.A. — італійська компанія, що виробляє стоматологічне обладнання. Заснована у 1935 році. Штаб-квартира розташовується в Імолі, провінція Болонья.
Обладнання виготовляється CEFLA s.c. на заводі Cefla Dental Group в Італії. В 1995 році Castellini стала першою з італійських компаній в секторі виробників стоматологічного обладнання, якій було присвоєно право розміщувати знак якості CE93/42/EEC на своїй стоматологічній продукції.
Продукція компанії включає стоматологічні установки, що оснащені інструментами власного виробництва (турбіни з керамічними вальницями, мікромотори, водо-повітряні пістолети, скалери, інтраоральні камери, електрохірургічні прилади). Окрім цього, фірма виготовляє пневмокомпресори, стільці для лікарів і асистентів тощо.
Стоматологічні установки
- Puma Eli
- Puma Eli Ambidextrous
- Skema 5
- Skema 6
- Skema 8